# Molde Fotballklubb 2021
Questa voce raccoglie le informazioni riguardanti il Molde Fotballklubb nelle competizioni ufficiali della stagione 2021.

## Stagione
Il Molde ha chiuso la stagione al 2º posto finale, centrando la qualificazione all'Europa Conference League 2022-2023. La squadra ha vinto anche il Norgesmesterskapet per la 5ª volta nella sua storia, battendo in finale il Bodø/Glimt col punteggio di 1-0. L'avventura in Europa Conference League è terminata invece al terzo turno di qualificazione, con l'eliminazione subita per mano dei turchi del Trabzonspor.
Ola Brynhildsen è stato il calciatore più utilizzato in stagione, a quota 41 presenze. Ohi Omoijuanfo è stato invece il miglior marcatore dell'annata, con le sue 28 reti.

## Rosa
| N. |                           | Ruolo | Calciatore            |
| -- | ------------------------- | ----- | --------------------- |
| 1  | Svezia (bandiera)         | P     | Andreas Linde         |
| 2  | Norvegia (bandiera)       | D     | Martin Bjørnbak       |
| 3  | Norvegia (bandiera)       | D     | Birk Risa             |
| 5  | Gambia (bandiera)         | D     | Sheriff Sinyan        |
| 6  | Norvegia (bandiera)       | D     | Stian Gregersen       |
| 7  | Norvegia (bandiera)       | C     | Magnus Wolff Eikrem   |
| 8  | Norvegia (bandiera)       | C     | Fredrik Sjølstad      |
| 9  | Norvegia (bandiera)       | A     | Ohi Omoijuanfo        |
| 10 | Islanda (bandiera)        | A     | Björn Sigurðarson     |
| 11 | Norvegia (bandiera)       | C     | Martin Ellingsen      |
| 12 | Belgio (bandiera)         | P     | Álex Craninx          |
| 14 | Norvegia (bandiera)       | C     | Erling Knudtzon       |
| 15 | Norvegia (bandiera)       | C     | Magnus Retsius Grødem |
| 16 | Norvegia (bandiera)       | C     | Etzaz Hussain         |
| 17 | Norvegia (bandiera)       | A     | Rafik Zekhnini        |
| 17 | Norvegia (bandiera)       | C     | Fredrik Aursnes       |
| 19 | Norvegia (bandiera)       | C     | Eirik Hestad          |
| 20 | Costa d'Avorio (bandiera) | A     | Datro Fofana          |

| N. |                           | Ruolo | Calciatore               |
| -- | ------------------------- | ----- | ------------------------ |
| 21 | Norvegia (bandiera)       | D     | Martin Linnes            |
| 22 | Norvegia (bandiera)       | A     | Ola Brynhildsen          |
| 23 | Norvegia (bandiera)       | A     | Eirik Ulland Andersen    |
| 25 | Norvegia (bandiera)       | C     | Emil Breivik             |
| 26 | Norvegia (bandiera)       | P     | Mathias Eriksen Ranmark  |
| 27 | Norvegia (bandiera)       | C     | Sivert Mannsverk         |
| 27 | Norvegia (bandiera)       | D     | Marcus Holmgren Pedersen |
| 28 | Norvegia (bandiera)       | D     | Kristoffer Haugen        |
| 30 | Costa d'Avorio (bandiera) | A     | Mathis Bolly             |
| 34 | Norvegia (bandiera)       | P     | Oliver Petersen          |
| 36 | Norvegia (bandiera)       | D     | Adrian Ugelvik           |
| 39 | Norvegia (bandiera)       | A     | Lloyd Fagerlie           |
| 40 | Norvegia (bandiera)       | A     | Jacob Jacobsen Bolsø     |
| 43 | Norvegia (bandiera)       | C     | Simen Heggdal Beck       |
| 46 | Norvegia (bandiera)       | C     | Thomas Nikolai Nyheim    |
| 51 | Norvegia (bandiera)       | D     | Mathias Løvik            |
| 52 | Norvegia (bandiera)       | A     | Albert Braut Tjåland     |
| 69 | Norvegia (bandiera)       | P     | Peder Hoel Lervik        |

### Nuovi acquisti della sessione invernale 2022
I seguenti calciatori sono stati tesserati nel corso della sessione invernale 2022, ma contano delle presenze nel Norgesmesterskapet 2021-2022, pertanto vengono inseriti al solo fine statistico.
| N. |                      | Ruolo | Calciatore      |
| -- | -------------------- | ----- | --------------- |
| 1  | Norvegia (bandiera)  | P     | Jacob Karlstrøm |
| 4  | Danimarca (bandiera) | D     | Benjamin Hansen |

| N. |                     | Ruolo | Calciatore   |
| -- | ------------------- | ----- | ------------ |
| 15 | Norvegia (bandiera) | C     | Markus Kaasa |
| 19 | Norvegia (bandiera) | D     | Eirik Haugan |

## Calciomercato

### Sessione invernale(dal 15/01 al 24/03)
| Arrivi | Arrivi            | Arrivi       | Arrivi     |
| R.     | Nome              | da           | Modalità   |
| ------ | ----------------- | ------------ | ---------- |
| A      | Datro Fofana      | Abidjan City | definitivo |
| A      | Björn Sigurðarson | Lillestrøm   | definitivo |

| Partenze | Partenze              | Partenze        | Partenze   |
| R.       | Nome                  | a               | Modalità   |
| -------- | --------------------- | --------------- | ---------- |
| P        | Álex Craninx          | Lillestrøm      | prestito   |
| D        | Jakob Nyland Ørsahl   | Raufoss         | definitivo |
| D        | Henry Wingo           | Ferencváros     | definitivo |
| C        | Tobias Christensen    | Vålerenga       | definitivo |
| A        | Leke James            | Al-Qadisiya     | definitivo |
| A        | Ole Sebastian Sundgot | Ullensaker/Kisa | definitivo |

### Sessione primaverile(dal 29/04 al 12/05)
| Arrivi | Arrivi                | Arrivi      | Arrivi     |
| R.     | Nome                  | da          | Modalità   |
| ------ | --------------------- | ----------- | ---------- |
| C      | Magnus Retsius Grødem | Sandnes Ulf | definitivo |

| Partenze | Partenze      | Partenze | Partenze   |
| R.       | Nome          | a        | Modalità   |
| -------- | ------------- | -------- | ---------- |
| A        | Markus Eiane  | Øygarden | definitivo |
| A        | Tobias Hestad | Raufoss  | prestito   |

### Tra la sessione primaverile e la sessione estiva
| Arrivi | Arrivi | Arrivi | Arrivi   |
| R.     | Nome   | da     | Modalità |
| ------ | ------ | ------ | -------- |

| Partenze | Partenze                 | Partenze  | Partenze   |
| R.       | Nome                     | a         | Modalità   |
| -------- | ------------------------ | --------- | ---------- |
| P        | Ola Hoel Lervik          | Raufoss   | prestito   |
| D        | Marcus Holmgren Pedersen | Feyenoord | definitivo |
| D        | Adrian Ugelvik           | Brattvåg  | definitivo |

### Sessione estiva(dal 01/08 al 31/08)
| Arrivi | Arrivi           | Arrivi      | Arrivi        |
| R.     | Nome             | da          | Modalità      |
| ------ | ---------------- | ----------- | ------------- |
| P      | Álex Craninx     | Lillestrøm  | fine prestito |
| D      | Martin Linnes    | Galatasaray | definitivo    |
| C      | Sivert Mannsverk | Sogndal     | definitivo    |
| A      | Tobias Hestad    | Raufoss     | fine prestito |
| A      | Rafik Zekhnini   | Fiorentina  | definitivo    |

| Partenze | Partenze                | Partenze  | Partenze   |
| R.       | Nome                    | a         | Modalità   |
| -------- | ----------------------- | --------- | ---------- |
| P        | Mathias Eriksen Ranmark | Moss      | prestito   |
| D        | Stian Gregersen         | Bordeaux  | definitivo |
| C        | Fredrik Aursnes         | Feyenoord | definitivo |
| A        | Mathis Bolly            | Stabæk    | prestito   |

### Dopo la sessione estiva
| Arrivi | Arrivi | Arrivi | Arrivi   |
| R.     | Nome   | da     | Modalità |
| ------ | ------ | ------ | -------- |

| Partenze | Partenze        | Partenze | Partenze |
| R.       | Nome            | a        | Modalità |
| -------- | --------------- | -------- | -------- |
| P        | Oliver Petersen | Grorud   | prestito |
| A        | Tobias Hestad   | Hødd     | prestito |

## Risultati

### Eliteserien

#### Girone di andata
| Arbitro: | Steen (Bergen) |

|                                     |           |  |
| Ulland Andersen 21’ Brynhildsen 32’ | Marcatori |  |

| Arbitro: | S. Smehus Kringstad (Oslo) |

|                             |           |                                     |
| Ebiye 11’, 44’ Kitolano 64’ | Marcatori | 10’, 16’ Omoijuanfo 40’ Brynhildsen |

| Arbitro: | Hansen (Feda) |

|                                      |           |  |
| Omoijuanfo 29’, 42’, 53’ Aursnes 38’ | Marcatori |  |

| Arbitro: | Eskås (Oslo) |

|                            |           |                                    |
| Zachariassen 43’ Holse 78’ | Marcatori | 9’ Hussain 87’ Hestad 90’ Bjørnbak |

| Arbitro: | Hagen (Grue) |

|                 |           |                                        |
| Haugen 39’, 47’ | Marcatori | 2’ Borchgrevink 64’ Layouni 81’ Dønnum |

| Mjøndalen 30 maggio 2021, ore 15:00 6ª giornata | Mjøndalen          | 0 – 0 referto | Molde | Consto Arena (200 spett.)\| Arbitro: \| Hafsås (Trondheim) \| |
| Arbitro:                                        | Hafsås (Trondheim) |               |       |                                                               |

| Arbitro: | Saggi (Drammen) |

|                   |           |                               |
| Haugen 16’ (aut.) | Marcatori | 3’, 69’ Haugen 61’ Omoijuanfo |

| Arbitro: | Hagenes (Flaktveit) |

|                     |           |               |
| Omoijuanfo 15’, 20’ | Marcatori | 65’ Kinoshita |

| Arbitro: | Saggi (Drammen) |

|  |           |                     |
|  | Marcatori | 51’, 78’ Omoijuanfo |

| Arbitro: | Hansen (Feda) |

|                                  |           |  |
| Gregersen 7’ Omoijuanfo 27’, 29’ | Marcatori |  |

| Arbitro: | Moen (Haugesund) |

|                  |           |  |
| Lie Skålevik 74’ | Marcatori |  |

| Arbitro: | Eskås (Oslo) |

|                                                              |           |  |
| Haugen 10’ Sinyan 18’ Omoijuanfo 30’, 62’ Retsius Grødem 56’ | Marcatori |  |

| Arbitro: | Hobber Nilsen (Oslo) |

|            |           |             |
| Ranger 90’ | Marcatori | 42’ Hussain |

| Arbitro: | M. Smehus Kringstad |

|                                                      |           |                                             |
| Omoijuanfo 11’, 15’, 48’ Hestad 29’ Wolff Eikrem 59’ | Marcatori | 13’ Sandberg 18’ Wadji 28’ Stølås 83’ Ndour |

| Arbitro: | Hagen (Grue) |

|                                   |           |                              |
| Kabran 66’ Tripić 73’ Brekalo 90’ | Marcatori | 26’ Risa 39’ Ulland Andersen |

#### Girone di ritorno
| Arbitro: | Hobber Nilsen (Oslo) |

|                                                          |           |            |
| Omoijuanfo 51’ Ulland Andersen 56’ Bjørnbak 76’ Risa 90’ | Marcatori | 84’ Opseth |

| Arbitro: | Hobber Nilsen (Oslo) |

|                      |           |  |
| Mawa 58’ Muçolli 59’ | Marcatori |  |

| Arbitro: | Hagenes (Flaktveit) |

|                                                       |           |  |
| Omoijuanfo 14’, 82’ Ellingsen 36’ (rig.) Knudtzon 90’ | Marcatori |  |

| Arbitro: | Aslam |

|                    |           |                      |
| Bjørdal 31’ (rig.) | Marcatori | 44’ (rig.) Ellingsen |

| Arbitro: | Hansen (Feda) |

|                                    |           |                               |
| Ulland Andersen 33’ Omoijuanfo 71’ | Marcatori | 70’ Friðjónsson 72’ Pattynama |

| Arbitro: | S. Smehus Kringstad |

|            |           |                                         |
| Wallem 28’ | Marcatori | 19’, 64’ Ulland Andersen 42’ Omoijuanfo |

| Arbitro: | Moen (Haugesund) |

|                                         |           |  |
| Haugen 34’ Brynhildsen 79’ Bjørnbak 83’ | Marcatori |  |

| Arbitro: | Hagenes (Flaktveit) |

|  |           |                                      |
|  | Marcatori | 16’ (aut.) Mesík 49’, 83’ Omoijuanfo |

| Arbitro: | Eskås (Oslo) |

|  |           |                            |
|  | Marcatori | 48’ Vetlesen 57’ Solbakken |

| Arbitro: | Amland (Bergen) |

|                                                                       |           |  |
| Friday 36’ Hove 41’ Stengel 45’ (rig.) Gulliksen 75’, 90’ Tokstad 90’ | Marcatori |  |

| Arbitro: | Hagen (Grue) |

|                                            |           |                    |
| Wolff Eikrem 9’ Brynhildsen 15’ Sinyan 35’ | Marcatori | 84’ Næsbak Brenden |

| Arbitro: | Hagenes (Flaktveit) |

|                                                        |           |               |
| Omoijuanfo 29’ Wolff Eikrem 39’ Sinyan 61’ Breivik 89’ | Marcatori | 56’ Islamović |

| Arbitro: | Hobber Nilsen (Oslo) |

|  |           |                  |
|  | Marcatori | 61’ Wolff Eikrem |

| Arbitro: | Saggi (Drammen) |

|                                            |           |                                  |
| Wolff Eikrem 64’ Hestad 81’ Omoijuanfo 83’ | Marcatori | 33’ Åsen 47’ Edh 89’ Lehne Olsen |

| Arbitro: | Eskås (Oslo) |

|               |           |                                |
| Søderlund 64’ | Marcatori | 38’ Omoijuanfo 58’ Brynhildsen |

### Norgesmesterskapet
| Arbitro: | M. Smehus Kringstad |

|                  |           |                                                 |
| Wilmann Heia 87’ | Marcatori | 32’ Retsius Grødem 61’ Fofana 90’ Braut Tjåland |

| Arbitro: | Vollstad Sletner |

|          |           |                                       |
| Rise 69’ | Marcatori | 35’ (rig.), 90’ (rig.) Retsius Grødem |

| Arbitro: | Tennøy |

|             |           |                                                                      |
| Dybevik 19’ | Marcatori | 12’ Wolff Eikrem 26’ Retsius Grødem 63’ Ulland Andersen 75’ Bjørnbak |

| Arbitro: | Hagen (Grue) |

|                                             |           |                               |
| Ulland Andersen 82’ Fofana 116’ Haugen 118’ | Marcatori | 12’ Jørgensen 105’ Rólantsson |

| Arbitro: | Saggi (Drammen) |

|                                                                 |           |                              |
| Brynhildsen 21’ Wolff Eikrem 48’ Ulland Andersen 80’ Linnes 90’ | Marcatori | 5’ Maigaard 76’ Lie Skålevik |

| Arbitro: | Eskås (Oslo) |

|                                           |           |  |
| Wolff Eikrem 58’, 78’ Leifsson 87’ (aut.) | Marcatori |  |

| Arbitro: | Saggi (Drammen) |

|  |           |                      |
|  | Marcatori | 76’ (rig.) Mannsverk |

### Europa Conference League
| Arbitro: | Strukan |

|                                                |           |  |
| Brynhildsen 7’ Omoijuanfo 31’ Wolff Eikrem 59’ | Marcatori |  |

| Arbitro: | Kamphuis |

|                     |           |  |
| Diallo 18’ Kyei 59’ | Marcatori |  |

| Arbitro: | Osmers |

|                                         |           |                                  |
| Nwakaeme 15’ Vitor Hugo 58’ Djaniny 74’ | Marcatori | 31’, 64’ Brynhildsen 85’ Hussain |

| Arbitro: | Veríssimo |

|                                                        |                      |                                     |
| Sigurðarson 90’                                        | Marcatori            | 57’ Ié                              |
| Ulland Andersen Retsius Grødem Sigurðarson Fofana Risa | Tiri di rigore 3 – 4 | Bakasetas Peres Özdemir Ié Trondsen |

## Statistiche

### Statistiche di squadra
| Competizione             | Punti | In casa | In casa | In casa | In casa | In casa | In casa | In trasferta | In trasferta | In trasferta | In trasferta | In trasferta | In trasferta | Totale | Totale | Totale | Totale | Totale | Totale | DR  |
| Competizione             | Punti | G       | V       | N       | P       | Gf      | Gs      | G            | V            | N            | P            | Gf           | Gs           | G      | V      | N      | P      | Gf     | Gs     | DR  |
| ------------------------ | ----- | ------- | ------- | ------- | ------- | ------- | ------- | ------------ | ------------ | ------------ | ------------ | ------------ | ------------ | ------ | ------ | ------ | ------ | ------ | ------ | --- |
| Eliteserien              | 60    | 15      | 11      | 2       | 2       | 46      | 18      | 15           | 7            | 4            | 4            | 24           | 22           | 30     | 18     | 6      | 6      | 70     | 40     | +30 |
| Norgesmesterskapet       | -     | 4       | 4       | 0       | 0       | 11      | 4       | 3            | 3            | 0            | 0            | 10           | 3            | 7      | 7      | 0      | 0      | 21     | 7      | +14 |
| Europa Conference League | -     | 2       | 1       | 1       | 0       | 4       | 1       | 2            | 0            | 1            | 1            | 3            | 5            | 4      | 1      | 2      | 1      | 7      | 6      | +1  |
| Totale                   | -     | 21      | 16      | 3       | 2       | 61      | 23      | 20           | 10           | 5            | 5            | 37           | 30           | 41     | 26     | 8      | 7      | 98     | 53     | +45 |

### Andamento in campionato
| Giornata  | 1 | 2 | 3 | 4 | 5 | 6 | 7 | 8 | 9 | 10 | 11 | 12 | 13 | 14 | 15 | 16 | 17 | 18 | 19 | 20 | 21 | 22 | 23 | 24 | 25 | 26 | 27 | 28 | 29 | 30 |
| --------- | - | - | - | - | - | - | - | - | - | -- | -- | -- | -- | -- | -- | -- | -- | -- | -- | -- | -- | -- | -- | -- | -- | -- | -- | -- | -- | -- |
| Luogo     | C | T | C | T | C | T | T | C | T | C  | T  | C  | T  | C  | T  | C  | T  | C  | T  | C  | T  | C  | T  | C  | T  | C  | C  | T  | C  | T  |
| Risultato | V | N | V | V | P | N | V | V | V | V  | P  | V  | N  | V  | P  | V  | P  | V  | N  | N  | V  | V  | V  | P  | P  | V  | V  | V  | N  | V  |
| Posizione | 4 | 5 | 1 | 1 | 2 | 4 | 3 | 1 | 1 | 1  | 1  | 1  | 1  | 1  | 1  | 1  | 2  | 1  | 2  | 2  | 2  | 2  | 2  | 2  | 2  | 2  | 2  | 2  | 2  | 2  |

Fonte:  Eliteserien 2021, su altomfotball.no, Altomfotball.
Legenda:

Luogo: C = Casa; T = Trasferta. Risultato: V = Vittoria; N = Pareggio; P = Sconfitta.

### Statistiche dei giocatori
| Giocatore            | Eliteserien | Eliteserien | Eliteserien | Eliteserien | Norgesmesterskapet | Norgesmesterskapet | Norgesmesterskapet | Norgesmesterskapet | Europa Conference League | Europa Conference League | Europa Conference League | Europa Conference League | Altre coppe | Altre coppe | Altre coppe | Altre coppe | Totale   | Totale | Totale      | Totale     |
| Giocatore            | Presenze    | Reti        | Ammonizioni | Espulsioni  | Presenze           | Reti               | Ammonizioni        | Espulsioni         | Presenze                 | Reti                     | Ammonizioni              | Espulsioni               | Presenze    | Reti        | Ammonizioni | Espulsioni  | Presenze | Reti   | Ammonizioni | Espulsioni |
| -------------------- | ----------- | ----------- | ----------- | ----------- | ------------------ | ------------------ | ------------------ | ------------------ | ------------------------ | ------------------------ | ------------------------ | ------------------------ | ----------- | ----------- | ----------- | ----------- | -------- | ------ | ----------- | ---------- |
| F. Aursnes           | 15          | 1           | 1           | 0           | 2                  | 0                  | 1                  | 0                  | 3                        | 0                        | 0                        | 0                        |             |             |             |             | 20       | 1      | 2           | 0          |
| M. Bjørnbak          | 27          | 3           | 3           | 1           | 3                  | 1                  | 0                  | 0                  | 3                        | 0                        | 1                        | 0                        |             |             |             |             | 33       | 4      | 4           | 1          |
| M. Bolly             | 8           | 0           | 2           | 0           | 0                  | 0                  | 0                  | 0                  | 1                        | 0                        | 0                        | 0                        |             |             |             |             | 9        | 0      | 2           | 0          |
| A. Braut Tjåland     | 0           | 0           | 0           | 0           | 1                  | 1                  | 0                  | 0                  | 0                        | 0                        | 0                        | 0                        |             |             |             |             | 1        | 1      | 0           | 0          |
| E. Breivik           | 20          | 1           | 2           | 0           | 6                  | 0                  | 1                  | 0                  | 4                        | 0                        | 1                        | 0                        |             |             |             |             | 30       | 1      | 4           | 0          |
| O. Brynhildsen       | 30          | 5           | 3           | 0           | 7                  | 2                  | 0                  | 0                  | 4                        | 3                        | 2                        | 0                        |             |             |             |             | 41       | 10     | 5           | 0          |
| Á. Craninx           | 0           | 0           | 0           | 0           | 1                  | -1                 | 0                  | 0                  | 0                        | 0                        | 0                        | 0                        |             |             |             |             | 1        | -1     | 0           | 0          |
| M. Ellingsen         | 7           | 2           | 2           | 0           | 1                  | 0                  | 0                  | 0                  | 0                        | 0                        | 0                        | 0                        |             |             |             |             | 8        | 2      | 2           | 0          |
| M. Eriksen Ranmark   | 0           | 0           | 0           | 0           | 0                  | 0                  | 0                  | 0                  | 0                        | 0                        | 0                        | 0                        |             |             |             |             | 0        | 0      | 0           | 0          |
| L. Fagerlie          | 0           | 0           | 0           | 0           | 0                  | 0                  | 0                  | 0                  | 0                        | 0                        | 0                        | 0                        |             |             |             |             | 0        | 0      | 0           | 0          |
| D. Fofana            | 18          | 0           | 0           | 0           | 5                  | 2                  | 2                  | 0                  | 2                        | 0                        | 0                        | 0                        |             |             |             |             | 25       | 2      | 2           | 0          |
| S. Gregersen         | 14          | 1           | 1           | 0           | 1                  | 0                  | 0                  | 0                  | 3                        | 0                        | 1                        | 0                        |             |             |             |             | 18       | 1      | 2           | 0          |
| K. Haugen            | 25          | 6           | 4           | 0           | 5                  | 1                  | 1                  | 0                  | 2                        | 0                        | 1                        | 0                        |             |             |             |             | 32       | 7      | 6           | 0          |
| S. Heggdal Beck      | 0           | 0           | 0           | 0           | 0                  | 0                  | 0                  | 0                  | 0                        | 0                        | 0                        | 0                        |             |             |             |             | 0        | 0      | 0           | 0          |
| E. Hestad            | 17          | 3           | 0           | 0           | 2                  | 0                  | 0                  | 0                  | 4                        | 0                        | 0                        | 0                        |             |             |             |             | 23       | 3      | 0           | 0          |
| P. Hoel Lervik       | 0           | 0           | 0           | 0           | 0                  | 0                  | 0                  | 0                  | 0                        | 0                        | 0                        | 0                        |             |             |             |             | 0        | 0      | 0           | 0          |
| M. Holmgren Pedersen | 7           | 0           | 2           | 0           | 0                  | 0                  | 0                  | 0                  | -                        | -                        | -                        | -                        |             |             |             |             | 7        | 0      | 2           | 0          |
| E. Hussain           | 27          | 2           | 4           | 0           | 4                  | 0                  | 1                  | 0                  | 3                        | 1                        | 0                        | 0                        |             |             |             |             | 34       | 3      | 5           | 0          |
| J. Jacobsen Bolsø    | 0           | 0           | 0           | 0           | 0                  | 0                  | 0                  | 0                  | 0                        | 0                        | 0                        | 0                        |             |             |             |             | 0        | 0      | 0           | 0          |
| E. Knudtzon          | 25          | 1           | 1           | 0           | 7                  | 0                  | 0                  | 0                  | 4                        | 0                        | 0                        | 0                        |             |             |             |             | 36       | 1      | 1           | 0          |
| A. Linde             | 25          | -37         | 2           | 0           | 1                  | -1                 | 0                  | 0                  | 4                        | -6                       | 0                        | 0                        |             |             |             |             | 30       | -44    | 2           | 0          |
| M. Linnes            | 11          | 0           | 2           | 0           | 3                  | 1                  | 2                  | 0                  | 0                        | 0                        | 0                        | 0                        |             |             |             |             | 14       | 1      | 4           | 0          |
| M. Løvik             | 0           | 0           | 0           | 0           | 2                  | 0                  | 0                  | 0                  | 1                        | 0                        | 0                        | 0                        |             |             |             |             | 3        | 0      | 0           | 0          |
| S. Mannsverk         | 14          | 0           | 2           | 0           | 6                  | 1                  | 0                  | 0                  | 2                        | 0                        | 0                        | 0                        |             |             |             |             | 22       | 1      | 2           | 0          |
| T. Nyheim            | 0           | 0           | 0           | 0           | 0                  | 0                  | 0                  | 0                  | 0                        | 0                        | 0                        | 0                        |             |             |             |             | 0        | 0      | 0           | 0          |
| O. Omoijuanfo        | 29          | 27          | 3           | 0           | 1                  | 0                  | 0                  | 0                  | 3                        | 1                        | 0                        | 0                        |             |             |             |             | 33       | 28     | 3           | 0          |
| O. Petersen          | 5           | -3          | 0           | 0           | 1                  | -1                 | 0                  | 0                  | 0                        | 0                        | 0                        | 0                        |             |             |             |             | 6        | -4     | 0           | 0          |
| M. Retsius Grødem    | 19          | 1           | 0           | 0           | 5                  | 4                  | 0                  | 0                  | 3                        | 0                        | 0                        | 0                        |             |             |             |             | 27       | 5      | 0           | 0          |
| B. Risa              | 17          | 3           | 4           | 1           | 7                  | 0                  | 1                  | 0                  | 4                        | 0                        | 2                        | 0                        |             |             |             |             | 28       | 3      | 7           | 1          |
| B. Sigurðarson       | 1           | 0           | 0           | 0           | 1                  | 0                  | 0                  | 0                  | 3                        | 1                        | 0                        | 0                        |             |             |             |             | 5        | 1      | 0           | 0          |
| S. Sinyan            | 24          | 3           | 1           | 0           | 2                  | 0                  | 1                  | 1                  | 4                        | 0                        | 1                        | 0                        |             |             |             |             | 30       | 3      | 3           | 1          |
| F. Sjølstad          | 6           | 0           | 0           | 0           | 0                  | 0                  | 0                  | 0                  | 0                        | 0                        | 0                        | 0                        |             |             |             |             | 6        | 0      | 0           | 0          |
| A. Ugelvik           | 0           | 0           | 0           | 0           | 1                  | 0                  | 0                  | 0                  | 2                        | 0                        | 0                        | 0                        |             |             |             |             | 3        | 0      | 0           | 0          |
| E. Ulland Andersen   | 23          | 6           | 3           | 0           | 5                  | 3                  | 0                  | 0                  | 2                        | 0                        | 0                        | 0                        |             |             |             |             | 30       | 9      | 3           | 0          |
| M. Wolff Eikrem      | 24          | 4           | 2           | 0           | 6                  | 4                  | 1                  | 0                  | 4                        | 1                        | 2                        | 0                        |             |             |             |             | 34       | 9      | 5           | 0          |
| R. Zekhnini          | 12          | 0           | 0           | 0           | 3                  | 0                  | 0                  | 0                  | 0                        | 0                        | 0                        | 0                        |             |             |             |             | 15       | 0      | 0           | 0          |